# Гусари (морські)
Гуса́ри (чорн. gusari, хорв. gusari від італ. Corsari) — корсари (пірати) західного узбережжя Адріатичного моря (Венеційської Албанії/ Которської затоки, Венеційської Далмації та Істрії) XVI-XIX століть.
Гусарами часто ставали місцеві рибалки й торговці, які потерпали від нападів османів та так званих албанських піратів, що діяли під патронатом османських намісників. Гусари не лише захищалися, а й самі нападали на ворожі кораблі та прибережні поселення. Військова здобич та прибутки від контрабандної торгівлі — традиційного промислу мешканців прикордоння — для багатьох з них були важливим джерелом доходу. 